# Hippi Perihan
 Hippie Perihan, mit bürgerlichem Namen Perihan Yücel, (1952–1970) war das prominenteste Mitglied der Hippie-Gemeinschaft in Sultanahmet Ende der 1960er Jahre. Sie galt als „Hippie-Königin“ Istanbuls. Perihan stammte aus Izmir. Ihr Vater war Trödler oder Schuhmacher, ihre Mutter stammte aus Bergama. Die Eltern waren nicht verheiratet. Perihan verließ 1968 im Alter von 16 Jahren die väterliche Wohnung und lebte in Sultanahmet in einer Absteige. Sie schloss sich der dortigen Hippie-Gemeinschaft an und wurde von der Gemeinschaft mit einer Blumenkrone zur „Hippiler Kraliçesi“ („Hippie-Königin“) ausgerufen. Die Hippies standen im Fokus der Öffentlichkeit, da man sie ob ihres Lebenswandels für verrucht hielt. Die Tageszeitung Hürriyet titelte beispielsweise am 17. Januar 1969 „İstanbul Lekeleniyor“ (Istanbul wird beschmutzt).

## Tod
Perihan Yücel starb Anfang Januar 1970 in einem Hotelzimmer in Sirkeci an einer Überdosis. Bei ihr wurde ein deutscher Staatsbürger, ihr damaliger und zeitweiliger Geliebter, angetroffen. Da man ihn zunächst verdächtigte, wurde er verhaftet. Perihans Vater sagte sich öffentlich von ihr los und erklärte der Presse, er habe seine Tochter bereits vor sechs [sic] Jahren verstoßen. Zwar könne man sich über den Tod nicht freuen, aber es sei dennoch gut. Man sei von einer Mikrobe erlöst worden. Die Mutter und die Hippie-Gemeinschaft beerdigten Perihan auf dem Kozlu Mezarlığı. An ihrem Grab verlas man Texte aus dem Koran, der Bibel, der Thora und von Khalil Gibran. Der Text des Grabsteins lautete: „Hippiler Kraliçesi Perihan“ (Hippie-Königin Perihan).

## Trivia
- Kurz nach dem Tod Perihans verteilte eine Anwohnerin Helva an die Hippie-Gemeinschaft in Sultanahmet. Perihans Geist habe Kontakt zu ihr aufgenommen und ihr das geboten.[4]
- Fehmi Tengiz drehte 1970 einen Softporno namens „Hippi Perihan - Korkunç Arzular“. Feri Cansel spielte darin die weibliche Hauptrolle.[5]
- Drei Jahre nach dem Tod Perihans berichtete die Hürriyet, Perihan sei gar nicht tot, sondern lebe in Deutschland als Hostess.[6]
- Necip Fazıl Kısakürek thematisierte Hippi Perihan in einem seiner Artikel als Beispiel für Verkommenheit und Verfall.[7]